# Triphaenopsis inornata
Triphaenopsis inornata là một loài bướm đêm trong họ Noctuidae.